# 段匹磾
段匹磾（？—？），東部鮮卑人。晉朝時期段部鮮卑首領段務勿塵之子、段疾陸眷的弟弟。段匹磾雖然是鮮卑人，但他忠於晉朝，在西晉末年及東晉初年時仍然與劉琨、邵續等留在北方的晉朝殘餘勢力抵抗石勒。但最終匹磾還是被石勒所俘，後被殺。

## 生平

### 為晉征戰
西晉中葉爆發八王之亂，對各地造成嚴重破壞之餘亦令劉淵、石勒等內遷的外族趁機起兵。都督幽州諸軍事王浚見天下將亂，就與段務勿塵領導的段部鮮卑合作，引以為援。王浚後又表務勿塵為親晉王，至太安二年（303年）又務勿塵又得王浚表封為遼西公。晉懷帝在位期間，段務勿塵獲授大單于，以段匹磾任左賢王，率眾協助晉軍出討，假授撫軍大將軍。
永嘉六年（312年），王浚命督護王昌等人領軍聯同務勿塵世子段疾陸眷及段匹磾、段文鴦、段末柸等共攻石勒根據地襄國。石勒屢遭擊敗，但卻成功乘著段部鬆懈的機會生擒段末柸，但石勒厚待末柸並以此請和，最終疾陸眷得以二百五十匹鎧馬及金銀各一簏贖還末柸，並退軍。王昌在失去段部兵力下亦無力繼續進攻，亦得撤退。段務勿塵去世後，段疾陸眷繼襲段部及遼西公爵位，因著對石勒釋放段末柸的感恩，遼西國不再支持王浚，最終王浚於建興二年（314年）為石勒所滅。

### 據守幽州
王浚覆滅，幽州刺史由段匹磾所領。而石勒在滅王浚後所置的幽州刺史劉翰不久就以薊城叛歸段匹磾，段匹磾遂以薊為根據地繼續對抗石勒。建興四年（316年），司空、并州刺史劉琨失并州，遂應段匹磾邀請率眾至薊，與段匹磾結盟。建武元年（317年），劉琨與段匹磾同討石勒，匹磾推劉琨為大都督，移檄四方請段部鮮卑出兵與他們於襄國集合。石勒對此恐懼，於是出重金賄賂段末柸，而段末柸一直都很感激石勒早前厚待並釋放他的行為，於是離間段疾陸眷及段匹磾叔父段涉复辰與段匹磾的關係：「以父兄而從子弟邪？雖一旦有功，匹獨收之矣。」二人聽信，故段部沒有派兵前去。失去段部支持，劉琨及匹磾勢弱，無力繼續進攻，只好退兵。
太兴元年（318年），段疾陸眷去世，因兒子年幼而由叔父段涉复辰襲位，段匹磾亦回遼西國奔兄長之喪。不過，段末柸竟然向段涉复辰誣稱段匹磾要前來奪位，匹磾走到右北平時就遭段末柸率軍擊敗，只好逃返薊城。當時劉琨派兒子劉羣隨匹磾奔喪，就遭段末柸俘虜，末柸又圖離間劉琨及匹磾，不但厚禮劉羣，又讓劉羣寫信給劉琨，表達他願以劉琨為幽州刺史，請其與己結盟共攻匹磾的意願。信件遭段匹磾巡邏騎兵截獲，匹磾向來敬重劉琨，故仍沒有加害劉琨之意，還特地將信件展示給全不知情的劉琨知道，劉琨亦表示不會因為兒子而背叛他。不過匹磾弟段叔軍卻對匹磾說：「吾胡夷耳，所以能服晉人者，畏吾眾也。今我骨肉構禍，是其良圖之日，若有奉琨而起，吾族盡矣。」匹磾聽後改變主意，將劉琨拘留了。劉琨被拘令遠近都憤恨慨嘆，劉琨庶長子劉遵與劉琨左長史楊橋及并州治中如綏；以及雁門太守王據、後將軍韓據、代郡太守辟閭嵩先後因而圖襲匹磾，都被匹磾平定。有野心的東晉大將軍王敦秘密派人命段匹磾殺掉劉琨，匹磾亦怕群眾以劉琨反抗自己，最終就假稱有詔命而缢殺劉琨。可是，段匹磾殺害劉琨的行為不但沒令群眾安定下來，反而令劉琨部眾及屬官和歸附的人們都離散，分別投於段末柸的遼西國及石勒，反削弱了段匹磾的勢力。

### 隕身全節
最終段匹磾無力繼續守住幽州地盤，只好轉依據守厭次的邵續。太興三年（320年），段末柸主動攻段匹磾，匹磾戰敗受傷，遂與邵續聯手共追末柸作反擊，成功擊敗末柸。匹磾接著就與文鴦直擊薊城。但石勒乘段匹磾等北進的機會派兵圍攻厭次，邵續出城迎擊被俘。段匹磾等軍回城時在城八十里得知邵續被俘，部眾驚懼潰散，更遭圍城的石虎乘虛進襲，只因段文鴦奪勇抵抗才得以回城繼續拒守。厭次繼續遭到圍困，段文鴦見石虎抄掠城下，打算出城進擊，但匹磾不允許，文鴦於是帶了數十騎出擊，奮勇作戰至力竭被擒。驍勇的段文鴦被俘令城內人心恐懼，厭次守到太興四年（321年）亦再守不住。段匹磾在城陷前打算隻身南奔東晉，但為樂安內史邵洎以兵阻止，邵洎更想將東晉朝廷派來的使者王英押送給石虎，段匹磾就嚴肅地指責他：「卿不能遵兄之志，逼吾不得歸朝，亦以甚矣，復欲執天子使者，我雖胡夷，所未聞也。」最終還是讓王英南走。城陷時，段匹磾穿著晉朝朝服，手持符節出降。被送到襄國後獲石勒署為冠軍將軍。但段匹磾在那不對石勒行禮，常常穿著晉朝朝服及拿著晉朝符節。後來有人圖謀推段匹磾為主起事，事敗，匹磾亦被殺。

## 延伸阅读
[在维基数据编辑]
 《晉書/卷063》，出自房玄齡《晉書》